# Michela Andreola
Michela Andreola (* 3. August 1986 in Sondalo) ist eine italienische Biathletin.
Michela Andreola lebt in Valfurva und startet für C. S. Esercito, wo sie von Andreas Zingerle trainiert wird. Die Sportsoldatin gehört seit 2004 die Nationalkader Italiens an. Ihre ersten Rennen im Europacup der Junioren bestritt sie 2005 in Ridnaun. Nur kurz danach startete sie in Kontiolahti erstmals bei Junioren-Weltmeisterschaften und wurde 19. im Einzel, 31. im Sprint, 41. der Verfolgung und mit Roberta Fiandino und Karin Oberhofer 14. mit der Staffel. 2006 verpasste sie in Presque Isle als Elfte des Einzels eine Top-Ten-Platzierung und wurde zudem 40. des Sprints und 34. der Verfolgung. Letzte Junioren-WM wurden die Heimweltmeisterschaften in Martell. Andreola erreichte erneut mit Platz 13 im Einzel ihr bestes Resultat und kam außerdem im Sprint auf Rang 28 im Sprint und 24 in der Verfolgung. Mit der Staffel belegte sie Platz neun. National gewann Andreola 2007 alle vier Einzeltitel, nachdem sie in den beiden Vorjahren schon dreimal Zweite werden konnte.
Im Leistungsbereich tritt Andreola seit der Saison 2007/08 im IBU-Cup an. Bei ihrem ersten Einzel in Obertilliach erreichte sie Platz 47, schon im folgenden Sprint kam sie als Zehnte erstmals in die Punkteränge. Bestes Ergebnis in der zweithöchsten Rennserie wurde ein siebter Rang in einem Verfolgungsrennen, den sie 2010 erreichte. Erstes Großereignis wurden für die Italienerin die Militär-Skiweltmeisterschaft 2007 in Estland, bei dem sie mit Elisa Brocard, Katja Haller und Roberta Fiandino im Patrouillenlauf Sechste wurde. 2008 kam in Hochfilzen ein 25. Platz im Einzel hinzu. Die Biathlon-Europameisterschaften 2008 in Nové Město na Moravě brachten die Resultate 46 im Einzel, 30 im Sprint und 31 in der Verfolgung. 2008 erfolgte in Hochfilzen auch das Debüt im Biathlon-Weltcup. In ihrem ersten Sprintrennen belegte Andreola Platz 101. 2009 kam sie an selber Stelle nochmals im Sprint zum Einsatz und wurde 97.
National gewann Andreola 2009 in Forni Avoltri ihren ersten Titel. Mit Barbara Ertl und Roberta Fiandino wurde sie mit der Staffel von C. S. Esercito Erste. Schon zeit 2006 wurde sie mehrfach Vizemeisterin und Dritte.

## Biathlon-Weltcup-Platzierungen
Die Tabelle zeigt alle Platzierungen (je nach Austragungsjahr einschließlich Olympische Spiele und Weltmeisterschaften).
- 1.–3. Platz: Anzahl der Podiumsplatzierungen
- Top 10: Anzahl der Platzierungen unter den ersten zehn (einschließlich Podium)
- Punkteränge: Anzahl der Platzierungen innerhalb der Punkteränge (einschließlich Podium und Top 10)
- Starts: Anzahl gelaufener Rennen in der jeweiligen Disziplin

| Platzierung                      | Einzel | Sprint | Verfolgung | Massenstart | Staffel | Gesamt |
| -------------------------------- | ------ | ------ | ---------- | ----------- | ------- | ------ |
| 1. Platz                         |        |        |            |             |         |        |
| 2. Platz                         |        |        |            |             |         |        |
| 3. Platz                         |        |        |            |             |         |        |
| Top 10                           |        |        |            |             |         |        |
| Punkteränge                      |        |        |            |             |         |        |
| Starts                           |        | 2      |            |             |         | 2      |
| Stand: nach der Saison 2010/2011 |        |        |            |             |         |        |